# Kloster von Armasch

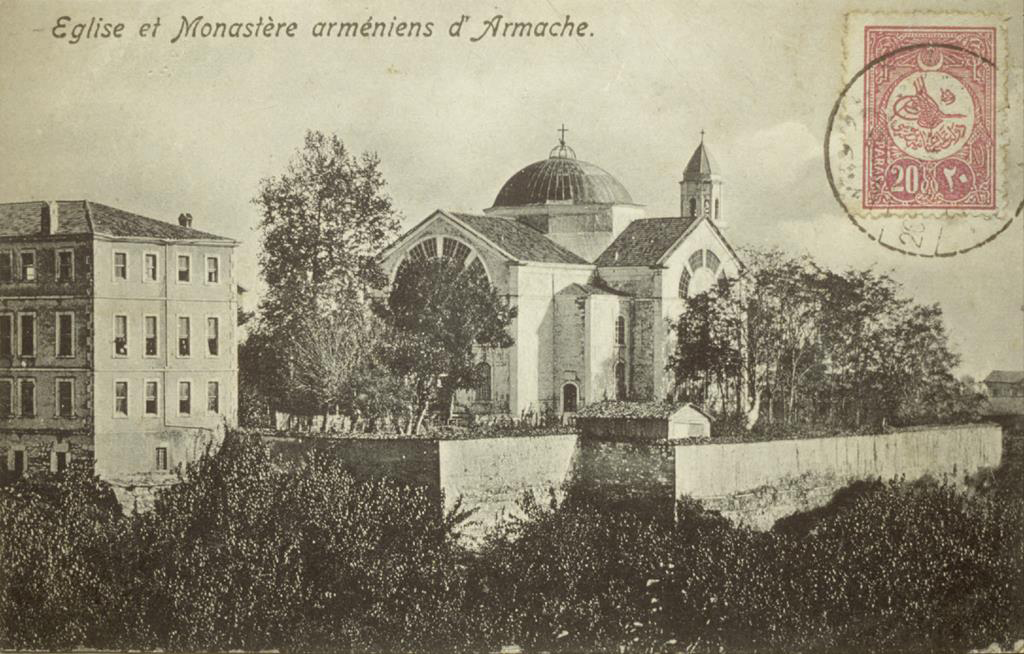
Das Kloster und Seminar von Armasch

Das Kloster von Armasch (armenisch Արմաշի վանք) war ein armenisch-apostolisches Kloster nahe Nikomedien (heute İzmit in der Türkei). Es wurde 1611 von Armeniern, die vor den Celali-Aufständen flohen, errichtet und existierte bis zum Völkermord an den Armeniern 1915/17.
Ein theologisches Seminar, das das einzige armenische Seminar in Westanatolien war, wurde direkt neben dem Kloster von Armasch betrieben. Es wurde auf Initiative von Patriarch Horen I. Achekian (1888–1894) gegründet und geleitet u. a. von den Dekanen Malachia Ormanian, später Patriarch von Konstantinopel und Yeghische Tourian, später Patriarch von Jerusalem. Das Seminar bildete bis zu seiner Schließung 1916 ca. 300 Studenten (davon 36 Vartabeds) aus. Unter allen Sekundarschulen im Land wurde das Seminar von Armasch als die herausragendste armenische Institution im Osmanischen Reich betrachtet.